# Marieberg
För andra betydelser, se Marieberg (olika betydelser).
Marieberg är en stadsdel belägen på ön Kungsholmen i Stockholms innerstad. Marieberg tillhör Kungsholmens stadsdelsområde. Den ligger väster om Fridhemsgatan/Riddarfjärden, söder om Drottningholmsvägen och öster om Essingeleden/Viktor Rydbergs gata. I syd gränsar Marieberg till Mariebergsfjärden.

## Historia

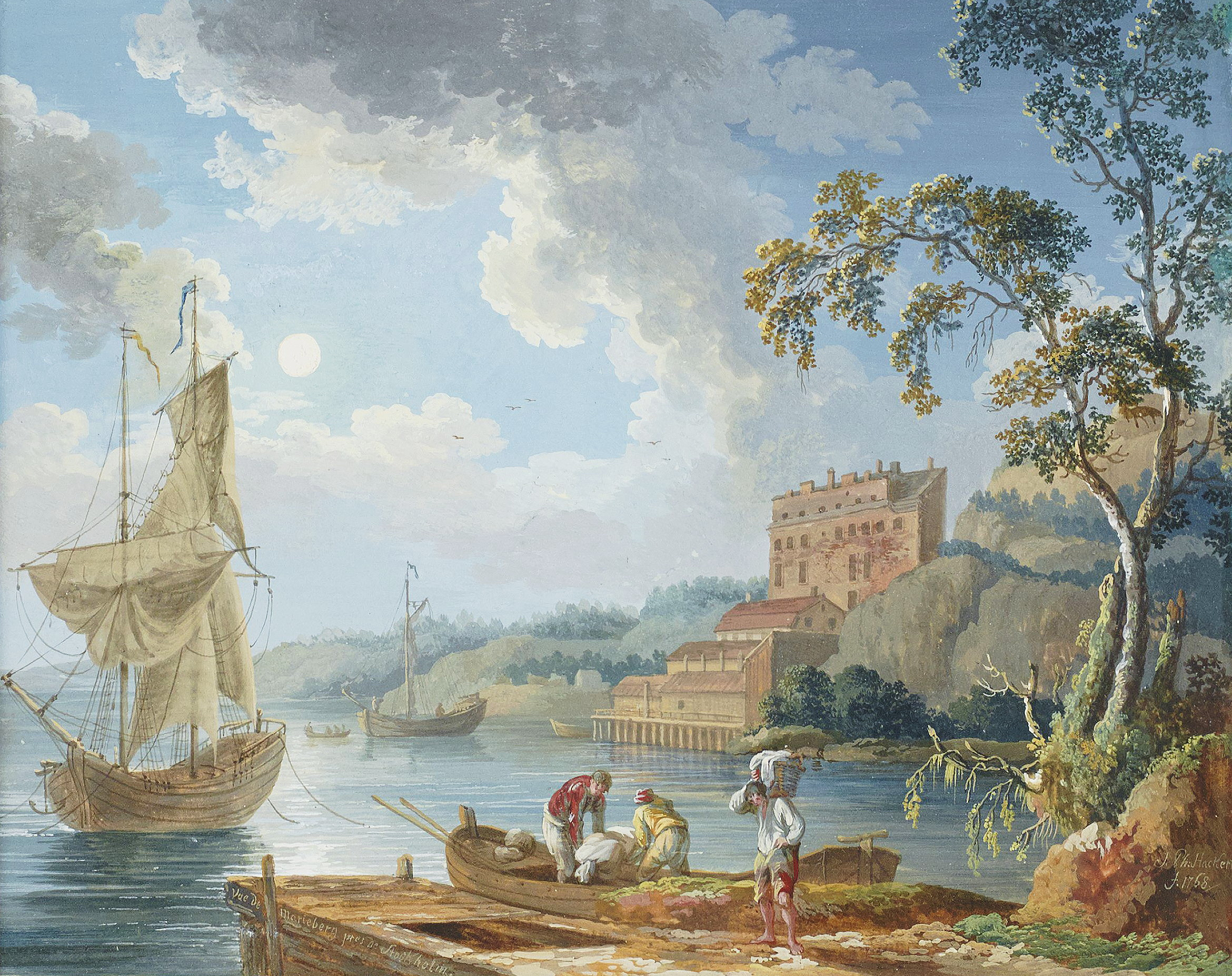
Mariebergs porslinsfabrik kring 1768, sedd från Smedsudden, målning av Jacob Philipp Hackert.

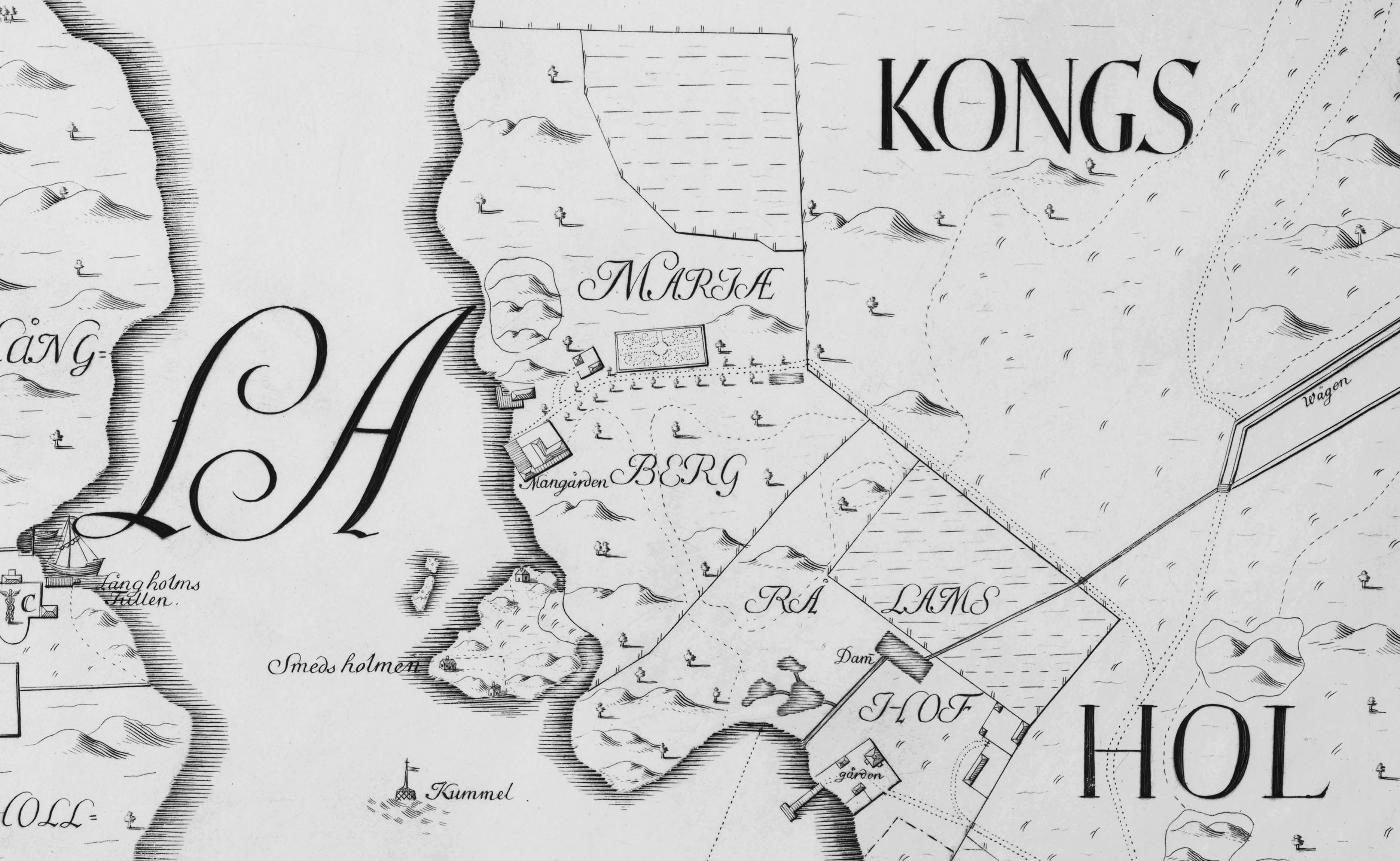
Petrus Tillaeus karta från 1733 visande Mariebergs och Rålambshovs egendomar (norr är till höger).

Marieberg har sitt namn efter malmgården Marieberg som på 1640-talet uppfördes vid Mälarens strand för riksrådet Bengt Skytte. Han uppkallade gården efter sin dotter Maria, maka till riksstallmästaren Gustaf Adam Banér. Av denna första bebyggelse finns idag bara Triewalds malmgård bevarad som på Petrus Tillaeus karta från 1733 betecknas Mangården och kan vara identiskt med Mariebergs malmgård.
På området söder om Rålambsvägen fanns Mariebergs porslinsfabrik (1758–1788), samt militärområdet Marieberg (med bland annat Högre artilleriläroverket 1818–1869, Trängbataljonen 1885–1891, Fälttelegrafkåren 1908–1937, Signalregementet 1937–1940, samt Arméns signalskola (SignS) 1945–1958). Det fanns också en ammunitionsfabrik på Marieberg 1876–1950. Mariebergsstenen påminner härom.
Fram till början av 1960-talet var det populärt kallade Millis alltjämt ett stort inhägnat område, omfattande det senare tidningshusområdet (mellan Rålambsvägen och den där senare framdragna Gjörwellsgatan), nuvarande ambassadområdets Lilla berget, samt Stora berget ovanför Smedsudden.
Exploateringen av området inleddes med Wivalliusgatans hus nere vid vattnet. Något senare uppfördes de två stora bostadshusen på Mariebergs höjder. Den ljusputsade byggnaden (p.g.a. sin veckade fasad även kallad "Dragspelshuset") i kvarteret Lysbomben uppfördes 1961-1962. Det är ett 16-våningars hus med 210 lägenheter och ca 1 200 m² kontorslokaler. Väster därom byggde Riksbyggen på 1960-talet fastigheten Silvieberg 3, ett väldigt bostadskomplex med omväxlande band av rödbrun respektive ljusputsade partier som från håll påminner om en baconskiva varför huset fick smeknamnet Bacon-Hill.

## Dagens Marieberg

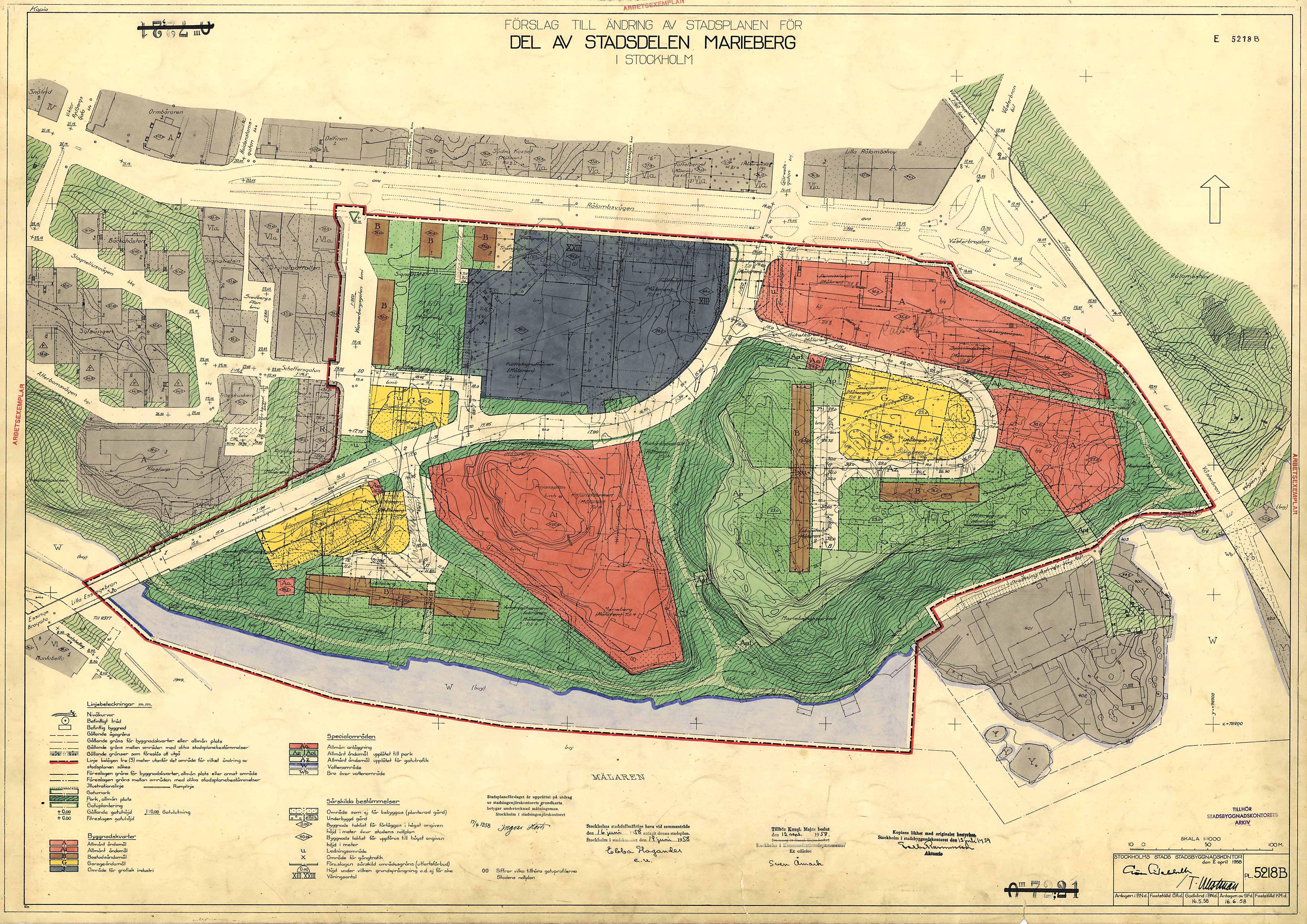
Stadsplanen för Marieberg från 1958.

Mariebergs äldre bebyggelse utgörs av bland annat Villa Adolfsberg nedom Mariebergsbron mot Lilla Essingen. Öster därom, halvvägs till Smedsuddsbadet, ligger Sjöscoutkåren S:t Göran i Triewalds malmgård. I nordvästra Marieberg finns Stockholms första smalhus på Wennerbergsgatan 3-7 (byggnadsår 1943–44, i kvarteret Signallyktan) efter ritningar av arkitekt Edvin Engström med Stockholms Kooperativa Bostadsförening som beställare. Vid Västerbroplan har genom åren funnits olika statliga verksamheter (exempelvis Kungliga väg- och vattenbyggnadsstyrelsen). Numera finns där Socialstyrelsen.
En stor del av dagens bebyggelse i Marieberg uppstod i början av 1960-talet och går tillbaka till en stadsplan från 1958, signerad Göran Sidenbladh. Planen för området upprättades ursprungligen av arkitekt Åke Ahlström och avsåg en samspelad bebyggelse av olika höga hus med olika funktion och olika proportioner. Mellan Rålambsvägen och Gjörwellsgatan inrättades ett industriområde för grafisk industri, avsett för tidningarna Dagens Nyheters och Svenska Dagbladets tryckerier, distributionscentraler och redaktioner. Några av de stora dagstidningarna har fortfarande lokaler i Marieberg. Det är dock bara redaktionerna som är kvar i Marieberg; tryckerierna flyttades på 1990-talet till Akalla. Mariebergs stadsbild domineras av den 23 våningar höga DN-skrapan där bokstäverna högst upp i huset ständigt skiftar mellan Dagens Nyheter och Expressen, samt det något lägre SvD-huset i rött tegel. Söder och väster om Dagens Nyheter och Svenska Dagbladets nya byggnader fortsatte stadsplanen med en stor tomt för en utländsk ambassad och inom ett större inhägnat område finns där Rysslands ambassad. På en tomt alldeles väster om Västerbron finns Riksarkivets huvudbyggnad och på höjden därovan ligger två höga bostadshus, det vita (Dragspelshuset/Erlanderhuset och det så kallade Bacon-Hill).
I början av 2000-talet hade Lärarhögskolan sina lokaler i före detta mentalsjukhuset Konradsberg och Fredhälls folkskola. För Lärarhögskolan skapades Campus Konradsberg som utvidgades med flera nya byggnader. Redan några år efter inflyttningen beslutade Stockholms universitet att Lärarhögskola skulle integreras i universitetets övriga verksamhet på Frescati och lokalerna på Campus Konradsberg lämnades därför stegvis. Campusområdets dåvarande ägare, Akademiska Hus, valde därpå att utveckla Campus Konradsberg till ett skolcampus för skolor med speciell kompetens, bland dem Manillaskolan och Hällsboskolan, samt Stockholms Internationella Montessoriskola.
I Marieberg ligger även Rålambshovsparken och Mariebergsparken, samt norra delen av Västerbron. Väster om Västerbrons båge mot Långholmen  ligger Smedsudden med Smedsuddsbadet.

## Demografi
År 2017 hade stadsdelen cirka 3 200 invånare, varav cirka 19,1 procent med utländsk bakgrund.